# Cleidogona chac
Cleidogona chac är en mångfotingart som beskrevs av Shear 1972. Cleidogona chac ingår i släktet Cleidogona och familjen Cleidogonidae. Inga underarter finns listade i Catalogue of Life.